# Відбійний молоток

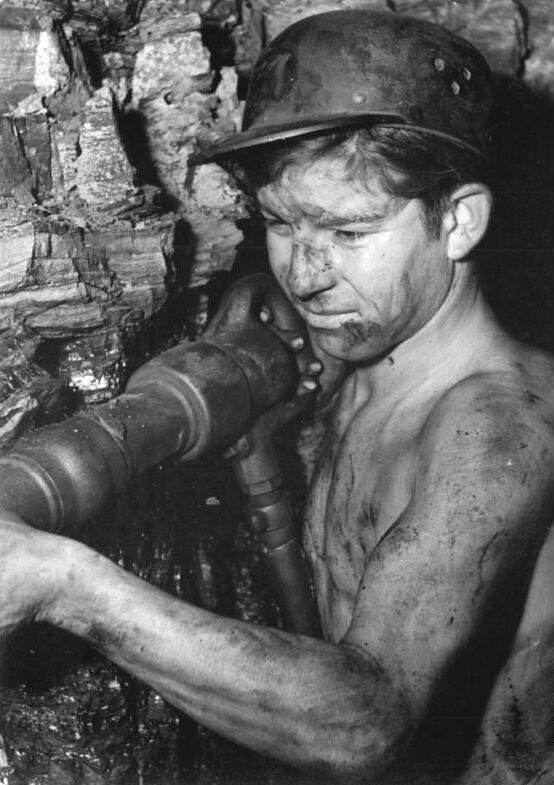
Застосування відбійного молотка для видобування вуггя в шахті

Відбі́йний молото́к — ручний інструмент ударної дії (переважно пневматичний), яким відбивають від масиву неміцні гірські породи, розлущують тверді й мерзлі ґрунти, асфальтові і бетонні покриття, розбирають фундаменти, стіни тощо.

## Загальний опис
Див. також Шахтарський відбійний молоток
Перші відбійні молотки в Україні з'явилися в Донбасі 1914 р. на руднику Бунге Російсько-Бельгійського товариства (пізніша назва – шахта "Юний Комунар", м. Єнакієве).
Відбійні молотки бувають пневматичні, електричні і бензинові. Використовуються в основному пневматичні відбійні молотки, які складаються з пускового і ударного пристроїв.
Бойок здійснює поступально-зворотні рухи з частотою 1000—1500 ударів/хв.
Винайшов інструмент Чарльз Кінг і запатентував його в 1894.

## Галерея

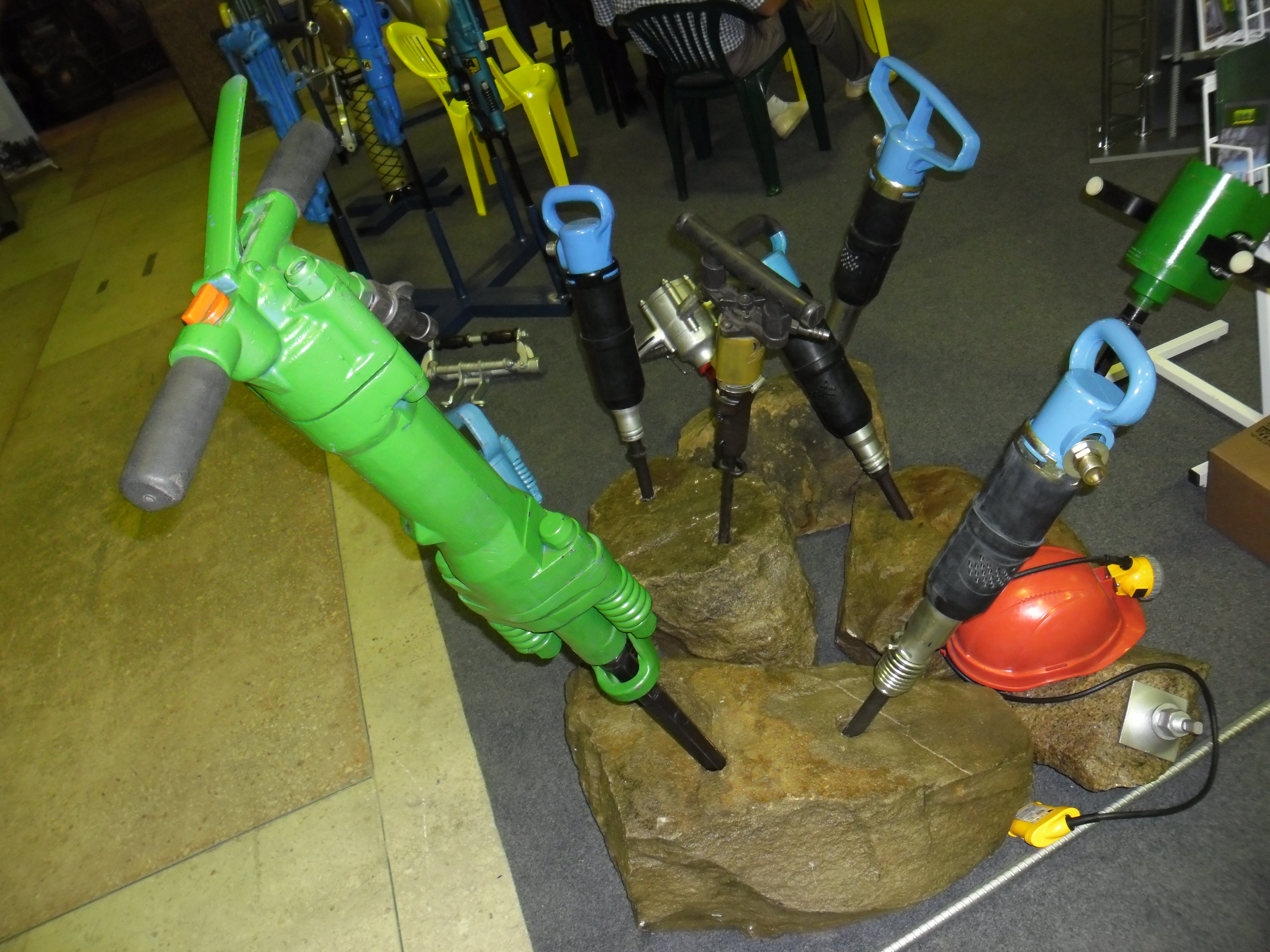
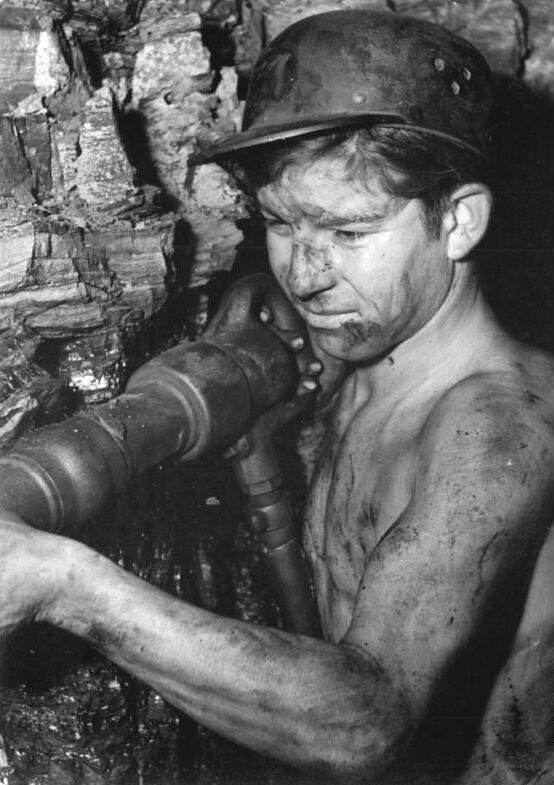